# Netzhoppers Königs Wusterhausen 2021-2022
Questa voce raccoglie le informazioni riguardanti il Netzhoppers Königs Wusterhausen nelle competizioni ufficiali della stagione 2021-2022.

## Stagione
Il Netzhoppers Königs Wusterhausen partecipa alla stagione 2021-22 con la denominazione sponsorizzata Energiequelle Netzhoppers KW-Bestensee.
In 1. Bundesliga si classifica al sesto posto in regular season, venendo poi eliminato ai quarti di finale dei play-off scudetto. Coppa di Germania, invece, esce di scena già agli ottavi di finale.

## Organigramma societario
Area direttiva
- Presidente: Edmund Ahlers

Area tecnica
- Allenatore: Tomasz Wasilkowski
- Allenatore in seconda: Britta Wersinger
- Scoutman: Gerold Rebsch

Area sanitaria
- Medico: Kai Dragowsky, Winfried Höhn
- Fisioterapista: David Ewald

## Rosa
| N° | Nome             | Ruolo | Data di nascita   | Nazionalità sportiva |
| -- | ---------------- | ----- | ----------------- | -------------------- |
| 1  | José Jardim      | P     | 1º febbraio 1996  | Portogallo           |
| 2  | Blake Leeson     | C     | 7 giugno 1995     | Stati Uniti          |
| 3  | Mario Schmidgall | P     | 2 maggio 1998     | Germania             |
| 4  | Yannick Goralik  | C     | 23 ottobre 1997   | Germania             |
| 5  | Max Chamberlain  | C     | 24 febbraio 1997  | Stati Uniti          |
| 6  | Denys Kaliberda  | S     | 24 giugno 1990    | Germania             |
| 7  | Brandon Rattray  | O     | 22 marzo 1997     | Stati Uniti          |
| 8  | Dirk Westphal    | S     | 31 gennaio 1986   | Germania             |
| 9  | Max Schulz       | S     | 25 agosto 2002    | Germania             |
| 10 | Kamil Ratajczak  | L     | 24 settembre 1985 | Polonia              |
| 11 | Theo Timmermann  | S     | 14 settembre 1996 | Germania             |
| 12 | Johannes Mönnich | O     | 10 novembre 1997  | Germania             |
| 14 | Stefan Kaibald   | S     | 19 maggio 1997    | Estonia              |
| 15 | Marius Eckardt   | L     | 2 settembre 2003  | Germania             |
| 16 | Gian-Luca Berger | L     | 27 agosto 2002    | Germania             |
| 17 | Franz Hüther     | C     | 1º maggio 2002    | Germania             |

## Statistiche

### Statistiche di squadra
| Competizione      | Punti | In casa | In casa | In casa | In trasferta | In trasferta | In trasferta | Totale | Totale | Totale |
| Competizione      | Punti | G       | V       | P       | G            | V            | P            | G      | V      | P      |
| ----------------- | ----- | ------- | ------- | ------- | ------------ | ------------ | ------------ | ------ | ------ | ------ |
| 1. Bundesliga     | 15/12 | 11      | 5       | 6       | 11           | 1            | 10           | 22     | 6      | 16     |
| Coppa di Germania | -     | 1       | 0       | 1       | 0            | 0            | 0            | 1      | 0      | 1      |
| Totale            | -     | 12      | 5       | 7       | 11           | 1            | 10           | 23     | 6      | 17     |

G = partite giocate; V = partite vinte; P = partite perse

### Statistiche dei giocatori
| Giocatore      | 1. Bundesliga | 1. Bundesliga | 1. Bundesliga | 1. Bundesliga | 1. Bundesliga | Coppa di Germania | Coppa di Germania | Coppa di Germania | Coppa di Germania | Coppa di Germania | Totale | Totale | Totale | Totale | Totale |
| Giocatore      | P             | PT            | AV            | MV            | BV            | P                 | PT                | AV                | MV                | BV                | P      | PT     | AV     | MV     | BV     |
| -------------- | ------------- | ------------- | ------------- | ------------- | ------------- | ----------------- | ----------------- | ----------------- | ----------------- | ----------------- | ------ | ------ | ------ | ------ | ------ |
| G. Berger      | 3             | 0             | 0             | 0             | 0             | -                 | -                 | -                 | -                 | -                 | 3      | 0      | 0      | 0      | 0      |
| M. Chamberlain | 19            | 121           | 86            | 24            | 11            | 1                 | 6                 | 4                 | 2                 | 0                 | 20     | 127    | 90     | 26     | 11     |
| M. Eckardt     | 3             | 0             | 0             | 0             | 0             | 1                 | 0                 | 0                 | 0                 | 0                 | 4      | 0      | 0      | 0      | 0      |
| Y. Goralik     | 15            | 62            | 43            | 17            | 2             | 1                 | 8                 | 7                 | 1                 | 0                 | 16     | 70     | 50     | 18     | 2      |
| F. Hüther      | -             | -             | -             | -             | -             | -                 | -                 | -                 | -                 | -                 | -      | -      | -      | -      | -      |
| J. Jardim      | 21            | 18            | 6             | 6             | 6             | 1                 | 0                 | 0                 | 0                 | 0                 | 22     | 18     | 6      | 6      | 6      |
| S. Kaibald     | 18            | 163           | 139           | 13            | 11            | 1                 | 7                 | 6                 | 1                 | 0                 | 19     | 170    | 145    | 14     | 11     |
| D. Kaliberda   | 4             | 19            | 16            | 1             | 2             | -                 | -                 | -                 | -                 | -                 | 4      | 19     | 16     | 1      | 2      |
| B. Leeson      | 21            | 162           | 120           | 26            | 16            | 1                 | 2                 | 0                 | 1                 | 1                 | 22     | 164    | 120    | 27     | 17     |
| J. Mönnich     | 14            | 24            | 19            | 0             | 5             | 0                 | 0                 | 0                 | 0                 | 0                 | 14     | 24     | 19     | 0      | 5      |
| K. Ratajczak   | 19            | 0             | 0             | 0             | 0             | 1                 | 0                 | 0                 | 0                 | 0                 | 20     | 0      | 0      | 0      | 0      |
| B. Rattray     | 20            | 353           | 313           | 20            | 20            | 1                 | 26                | 24                | 1                 | 1                 | 21     | 379    | 337    | 21     | 21     |
| M. Schmidgall  | 21            | 30            | 14            | 14            | 2             | 1                 | 2                 | 2                 | 0                 | 0                 | 22     | 32     | 16     | 14     | 2      |
| M. Schulz      | 14            | 85            | 74            | 11            | 0             | 1                 | 1                 | 1                 | 0                 | 0                 | 15     | 86     | 75     | 11     | 0      |
| T. Timmermann  | 12            | 278           | 226           | 12            | 40            | 1                 | 9                 | 7                 | 0                 | 2                 | 13     | 287    | 233    | 12     | 42     |
| D. Westphal    | 11            | 34            | 31            | 2             | 1             | 1                 | 3                 | 2                 | 0                 | 1                 | 12     | 37     | 33     | 2      | 2      |

P = presenze; PT = punti totali; AV = attacchi vincenti; MV = muri vincenti; BV = battute vincenti